# Nippon Connection
Nippon Connection (englischer Originaltitel Rising Sun) ist der Titel eines Romans von Michael Crichton aus dem Jahr 1992. Gegenstand des fiktiven Wirtschaftskrimis sind ein Mord in dem Hauptquartier der fiktiven japanischen Gesellschaft Nakamoto in Los Angeles und das Zusammentreffen der japanischen Lebensweise und Kultur mit der US-amerikanischen. Der Roman spielt im ausgehenden 20. Jahrhundert. Der Roman wurde 1993 verfilmt und in Deutschland unter dem Titel Die Wiege der Sonne veröffentlicht.

## Handlung
Bei der Feier der Nakamoto-Gesellschaft zur Eröffnung ihres neuen Hauptquartiers, des Nakamoto Towers in der Innenstadt von Los Angeles, sind im 45. Stock des Gebäudes Prominente, Würdenträger und ortsansässige Politiker anwesend. Im 46. Stock wird die 23-jährige Cheryl Lynn Austin tot aufgefunden. Der Special Services Liaison des Los Angeles Police Departments, Lieutenant Peter J. Smith, wird auf den Fall angesetzt. Auf seinen Wunsch hin unterstützt ihn der sich mittlerweile im Teilzeit-Ruhestand befindende Captain John Connor, der in Japan gelebt hat und sich mit der japanischen Kultur auskennt.
Als die beiden Polizisten im Nakamoto Tower ankommen, erfahren sie vom Leiter der Ermittlungen, Tom Graham, dass die Japaner, angeführt von Ishiguro, die Ermittlungen dadurch störten, dass sie die Anwesenheit des Verbindungsmannes forderten. Obwohl sie einen begründeten Verdacht haben, dass der überzeugte Rassist Graham droht, die Feier zu stören, ist es für Connor offensichtlich, dass eine Vertuschung im Gange ist. Die Videokassetten der Überwachungskamera des 46. Stockwerks sind verschwunden und das Sicherheitspersonal ist wenig hilfreich. Als sich Smith und Connor das Zimmer der verstorbenen Austin in Augenschein nehmen, finden sie heraus, dass sie eine Mätresse der japanischen Yakuza war. Außerdem scheint es, dass jemand nach Austins Tod ihre Wohnung durchsucht hat. Die Befragung von Freunden und Bekannten lenkt den Tatverdacht auf den wohlhabenden Playboy Eddie Sakamura aus Tokio. Die beiden Polizisten lassen sich überzeugen, Eddie wegen seiner früheren Beziehungen zu Connor auf freien Fuß zu lassen. Connor nimmt ihm jedoch den Pass ab.
Während der Autopsie, der Connor und Smith beiwohnen, bestärkt sich der Verdacht, dass der Täter ein Japaner sein muss. Ishiguro sucht Connor und Smith auf und übergibt ihnen authentisch wirkende Aufnahmen der Überwachungskameras, die den dringenden Verdacht begründen, dass Sakamura den Mord beging. In der Annahme, den Fall gelöst zu haben, begibt sich Connor nach Hause, um sich auszuruhen, während sich Smith und Graham auf den Weg machen, um Sakamura zu verhaften. Als sie an dem Haus von Sakamura ankommen, werden sie von zwei nackten Frauen aufgehalten. Währenddessen flieht ein Mann, den sie für Eddie halten, in einem Ferrari. Nach einer Verfolgungsjagd kommt es zu einem Unfall: Der Ferrari geht in Flammen auf und der Mann kommt ums Leben.
Am folgenden Tag verurteilt die Presse das Verhalten Smiths, Grahams und Connors als rassistisch und wirft ihnen Polizeigewalt vor. Kurz darauf erhält Smith einen Anruf vom Polizeichef, welcher die Ermittlungen offiziell für beendet erklärt. Smith ist damit nicht einverstanden und beschließt, in der Universität of Southern California Kopien des Videomaterials anzufertigen. Dort findet Smith mit Hilfe der japanischen Studentin und Expertin für Softwaremanipulation Theresa Asakuma heraus, dass die Videoaufnahmen nicht Originalaufnahmen, sondern Kopien waren.
Nachdem sie die Videobänder kopiert haben, holt Smith Connor von einem Golfspiel mit japanischen Freunden ab, um ihn zur University of Southern California zu bringen. Auf dem Weg dorthin bekommen sie von Japanern lukrative Angebote, darunter eine exklusive Mitgliedschaft in einem teuren Golfclub und Immobilien zu günstigen Preisen. Sie besuchen daraufhin Geschäftspartner von Nakamoto, um mehr über die Motive des Täters zu erfahren. Hierbei bemerken sie, dass sie Schachfiguren in einem politischen und wirtschaftlichen Spiel zwischen US-Amerikanern und Japanern sind und wie sehr die USA sich auf Japan verlassen, welches die amerikanische Industrie dominiert. Während der Ermittlungen erklärt Connor Smith die gewaltigen Unterschiede zwischen der japanischen und amerikanischen Kultur und die verschiedenen hinterhältigen Geschäftstaktiken, mit denen die Japaner ihren technologischen Vorsprung gegenüber den USA aufrechterhalten.
Schließlich treffen sie sich mit dem U.S. Senator John Morton, der als möglicher Präsidentschaftskandidat der anstehenden Wahlen gilt. Hierbei fällt ihnen auf, dass Morton heftig gegen den japanischen Maschinenbauer MicroCon im Silicon Valley opponiert.
An der USC finden Smith und Theresa heraus, dass Japaner die Bänder änderten und Eddie einschnitten. Sie machen die Änderungen rückgängig und finden heraus, dass anscheinend Senator Morton der Mörder ist und Eddie Zeuge. Connor und Smith kehren zu Smith Apartment zurück. Dort finden sie Eddie lebend vor. Es stellt sich heraus, dass der Mann, der bei dem Unfall gestorben ist, ein japanischer Mitarbeiter einer Sicherheitsfirma war. Dieser hielt sich in Eddies Garage auf, um die Videobänder zu suchen. Er geriet in Panik und floh in Eddies Auto, mit dem er den tödlichen Unfall hatte. Als die drei Senator Morton hiermit konfrontieren, gibt er  ihnen gegenüber zu, eine Rolle bei Austins Tod gespielt zu haben und erschießt sich daraufhin im Badezimmer. Kurz darauf kommt Ishiguro und bedroht die drei. Da Eddie gelassen auf die Drohungen reagiert, nimmt Connor an, dass Eddie noch im Besitz einer Kopie der originalen Videoaufnahme sein muss. Als er später mit Smith zu Eddies Haus fährt, finden sie ihn dort zu Tode gefoltert vor. Die Videoaufnahme ist verschwunden. Connor bringt hierauf Smith nach Hause.
Als Smith sein Haus betritt, bemerkt er, dass Eddie die Videoaufnahme dorthin brachte. Als Ishiguros Leute kommen, befiehlt er seiner Babysitterin, sich und seine Tochter im Schlafzimmer im oberen Stockwerk zu verstecken. Connor schleicht sich derweil mit einer schusssicheren Weste ausgerüstet in Smith Haus. Bei dem darauffolgenden Schusswechsel mit Ishiguros Leuten wird Smith angeschossen. Die schusssichere Weste rettet sein Leben.
Am nächsten Tag sehen sich Connor und Smith das von Eddie hinterlassene Video an. Sie finden hierbei heraus, dass Morton Austin in einem sexuellen Akt auf ihr Verlangen hin gewürgt hat und Ishiguro anschließend, nachdem Morton und Eddie den Raum verlassen hatten, Austin vorsätzlich ermordete. Sie begeben sich hierauf zum Nakamoto Tower, um Ishiguro während eines Meetings zu verhaften. Connor informiert die Polizei über Funk im Bewusstsein, dass die Japaner den Polizeifunk abhören und auf die Festnahme vorbereitet sein werden. Die Polizisten zeigen die Aufnahmen den Teilnehmern des Meetings. Als Ishiguro sieht, wie die japanischen Führungskräfte das Meeting verlassen, begeht er Selbstmord, indem er aus dem Gebäude springt.
Connor, der den Fall gelöst hat, beantwortet Smiths Fragen und setzt ihn an dessen Haus ab. Die Handlung endet mit Smith Aussagen über die Zukunft Amerikas mit Japan und seiner Beobachtung, dass niemand die drohenden Gefahren ernst zu nehmen scheine.

## Figuren
- Lieutenant Peter J. Smith — LAPD Special Services Officer Liaison. Er wird auf den Fall mit Verbindung zur asiatischen Community angesetzt. Er hat eine zweijährige Tochter namens Michelle, die aus seiner geschiedenen Ehe hervorging.[2]
- Lieutenant Tom Graham — LAPD-Mordkommissar. Leiter der Ermittlungen in einem Mordfall, der während der Eröffnungsfeier des Neuen Nakamoto Towers in Downtown LA geschah. Bittet Smith um Unterstützung wegen seiner besonderen Fähigkeiten als Special Services Officer. Hat Vorbehalte gegenüber Japanern.
- Fred Hoffmann — Watch Commander im DHD (fiktive Institution im Roman) Downtown. Schlägt Smith vor, den früheren Special Services Officer Captain John Conner um Unterstützung zu bitten.

## Wirkung
Mit dem Roman Nippon Connection sorgte Crichton in Japan für große Aufregung: Dort wurde die fiktive Handlung als Angriff auf die japanische Lebensweise interpretiert.